# San Bruno
San Bruno je město v okresu San Mateo County ve státě Kalifornie ve Spojených státech amerických. K roku 2010 zde žilo 41 114 obyvatel. S celkovou rozlohou 14,188 km² byla hustota zalidnění 2 900 obyvatel na km². Leží 19 kilometrů jižně od San Francisca.
Narodil se zde hudebník Ron „Pigpen“ McKernan. Sídlí zde také společnost YouTube (vlastněná Googlem).
Narodila se zde herečka Suzanne Somersová (1946–2023).